# Movidindi
Movidindi è un brano musicale composto dalla cantante italiana Ilaria Porceddu (testo) e Attilio Fontana (musica), interpretato dalla stessa Porceddu e pubblicato come terzo singolo estratto dall'album In equilibrio.

## Testo
La canzone vuole ribadire ancora una volta il diritto alla libertà delle donne, maggiormente quando la minaccia a questo diritto diventa un fatto sociale e culturale fortemente messo in dubbio.

## Videoclip
Il video viene pubblicato il 9 luglio 2013. Nel video si vede l'artista cantare in un deserto in mezzo ad altri personaggi che raccontano metaforicamente il significato del brano.